# Kikuyu
Kikuyu – miasto w Kenii, w hrabstwie Kiambu. W 2019 liczyło 323,9 tys. mieszkańców. Jest częścią obszaru metropolitalnego Nairobi. Nazwa miasta wzięła się od zamieszkałej go ludności Kikuju. 